# Església de la Santíssima Trinitat de la Pau a Świdnica
L'Església de la Santíssima Trinitat de la Pau a Świdnica és el temple barroc de fusta més gran d'Europa i un edifici religiós històric construït sota els acords del Tractat de Westfàlia signat el 1648, que va posar fi a la Guerra dels Trenta Anys. Pertany a la parròquia de Świdnica de l'Església Evangèlica-Augsburg a Polònia. L'edifici forma part de la Llista del Patrimoni Mundial de la UNESCO des de l'any 2001.

## Història
L'Església de la Pau de Świdnica va ser una de les tres Esglésies de la Pau (després de Głogów i Jawor) que l'emperador catòlic Ferran III, sota la pressió de la Suècia protestant, va permetre construir als principats hereditaris dels Habsburg a Silèsia. Totes les esglésies construïdes pels catòlics i assumides pels protestants van ser retornades a l'Església Catòlica. Després de l’esclat de la guerra, els evangèlics van ser privats del dret de professar la seva pròpia fe i de mantenir les seves pròpies esglésies. No obstant això, als principats governats pels piasts de Silèsia -majoritàriament evangèlics- totes les esglésies van poder romandre protestants.

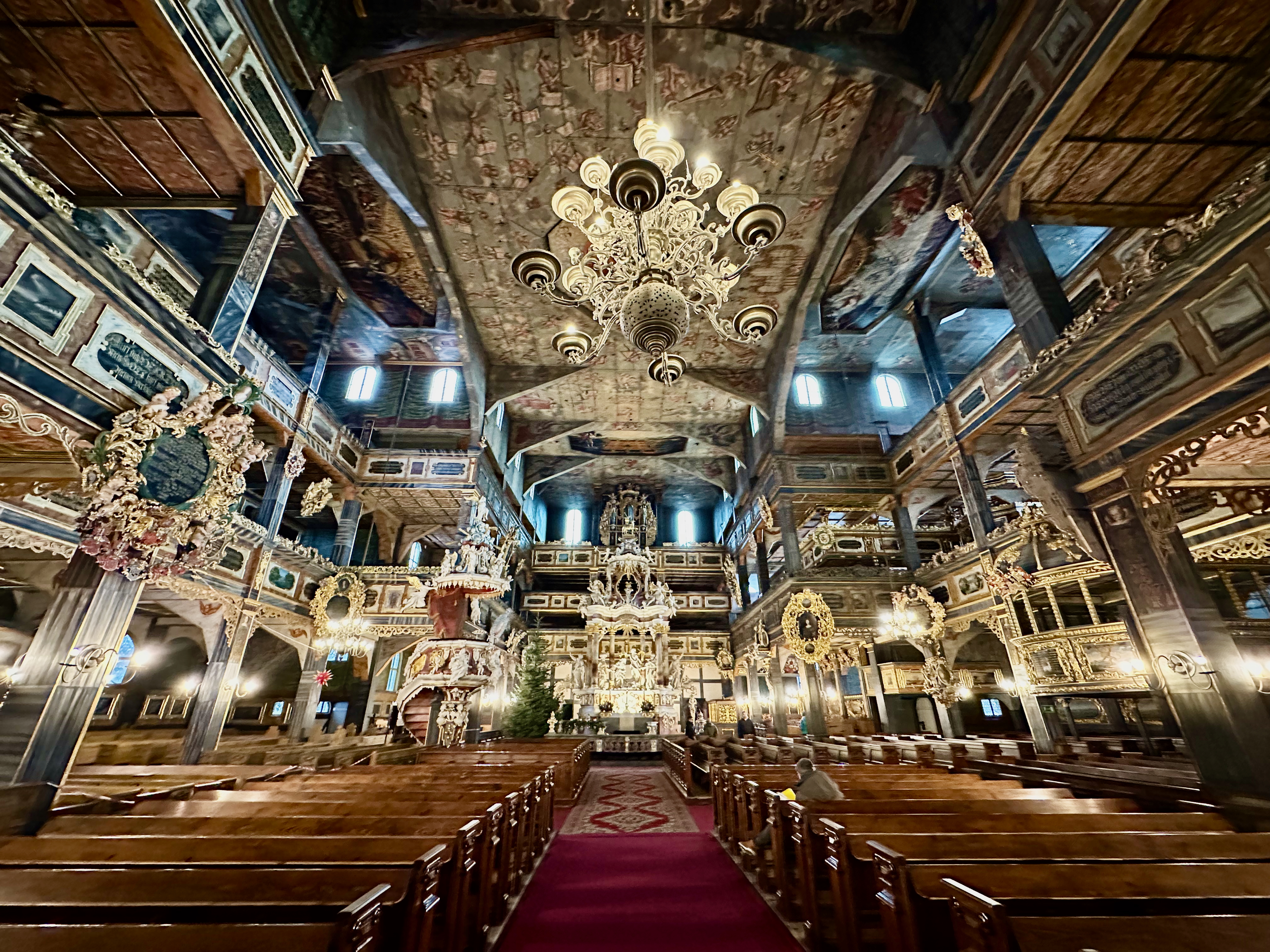
Interior

La construcció de les Esglésies de la Pau estava subjecta intencionadament a unes condicions addicionals que havien de dificultar-ne la construcció o, en cas d'acabar-les, fer que el temple s'utilitzés durant un breu període. La primera pedra de l'església de Świdnica es va col·locar el 23 d'agost de 1656. L'autor del projecte va ser un mestre d'obres de Breslau, Albrecht von Saebisch. L'església va ser construïda per Andreas Kaemper, un fuster de Świdnica. Per recaptar fons per a la construcció, un nadiu de Świdnica Christian Czepko va fer un viatge per les corts protestants europees. En la construcció van participar evangèlics de Silèsia de totes les classes socials, des de camperols fins a vilatans i nobles.
Després de 10 mesos de construcció, el primer servei a la nova església de Świdnica es va celebrar el 24 de juny de 1657.
L'any 1708, durant la Gran Guerra del Nord, quan la situació religiosa dels evangèlics va millorar, de nou sota la pressió del rei suec, al costat de l'església es va construir un campanar i una escola evangèlica. Tots dos edificis han sobreviscut fins als nostres dies.
Tot i que l'església va ser fundada a conseqüència de conflictes religiosos, és un símbol de reconciliació. El 1989, el primer ministre polonès Tadeusz Mazowiecki i el canceller alemany Helmut Kohl van pregar junts per la pau a l'església. El 2011, l'església va acollir la parella reial sueca Carl XVI Gustav i la reina Sílvia. El 2014, la cancellera alemanya Angela Merkel i la primera ministra polonesa Ewa Kopacz van participar en una pregària ecumènica per la pau. El setembre de 2016, es va signar a l'església de Świdnica l'"Apel·lació per la pau" per representants de les religions cristianes, el judaisme, l'islam i el budisme (representats pel Dalai Lama XIV).

## Arquitectura

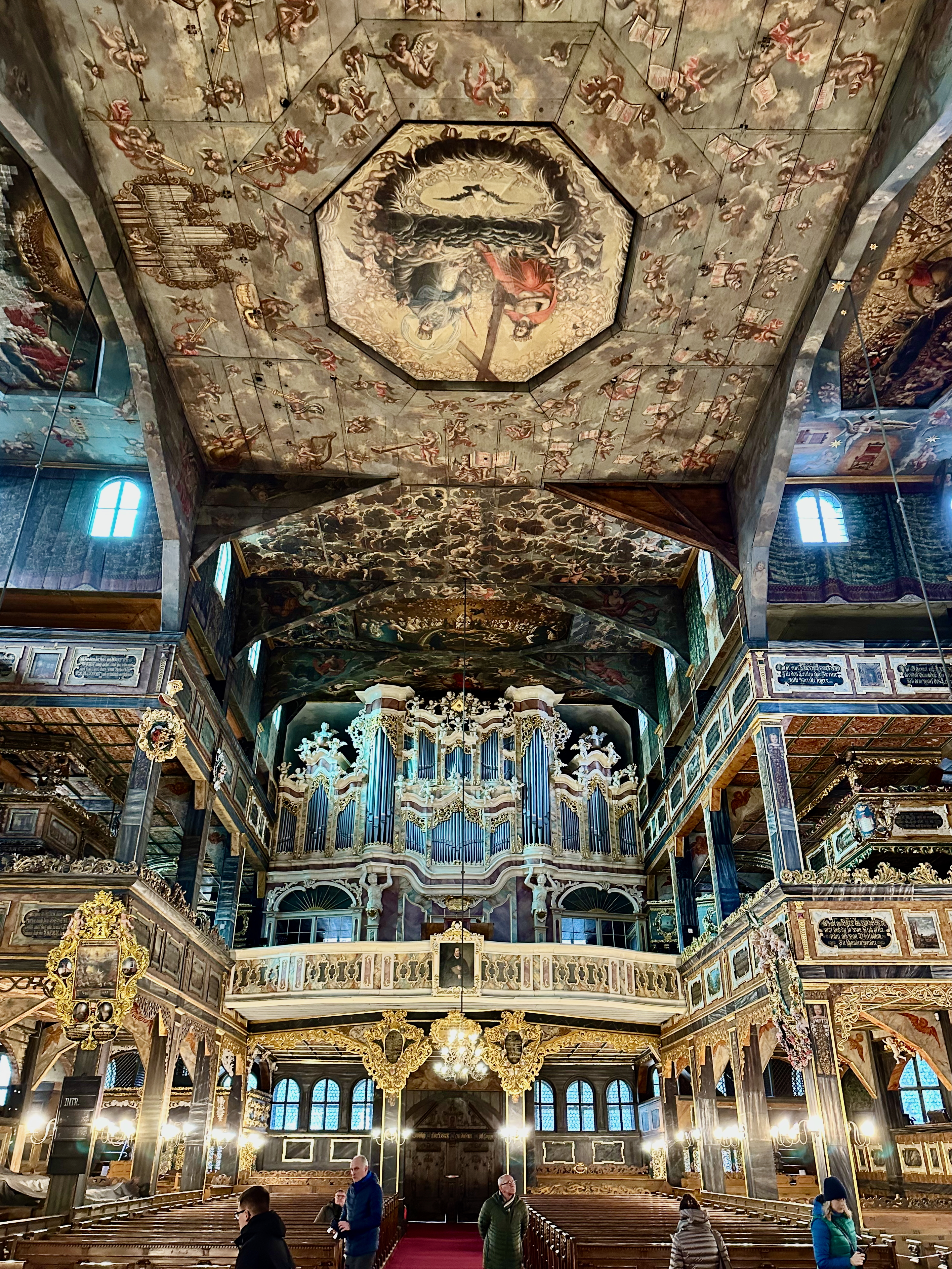
Interior

L'Església de la Pau de Świdnica va ser construïda amb el sistema de tàpia i vímet com un edifici cèntric basat en un marc de fusta ple d'una massa d'argila i palla. Va ser construït sobre una planta de creu grega. L'edifici central es complementava amb la sala de baptisme i la sagristia a l'est, la sala dels morts a l'oest, la sala de bodes al sud i la sala del camp al nord. Té una llargada de 44 m i una amplada de 30,5 m. El primer pis i quatre plantes de galeries tenen capacitat per a 7.500 persones (incloent-hi 3.000 seients). L'església es va construir amb la intenció d'acollir el màxim de gent possible, cosa que va ser important especialment en els temps en què la llibertat de religió estava restringida als protestants, ja que era una de les dues esglésies protestants del Principat de Świdnica-Jawor. Per tant, el temple té un ampli espai interior (1.090 m2) i volum.

## Interior
L'⁣altar i el púlpit es troben entre els equipaments més valuosos de l'església.

### Púlpit

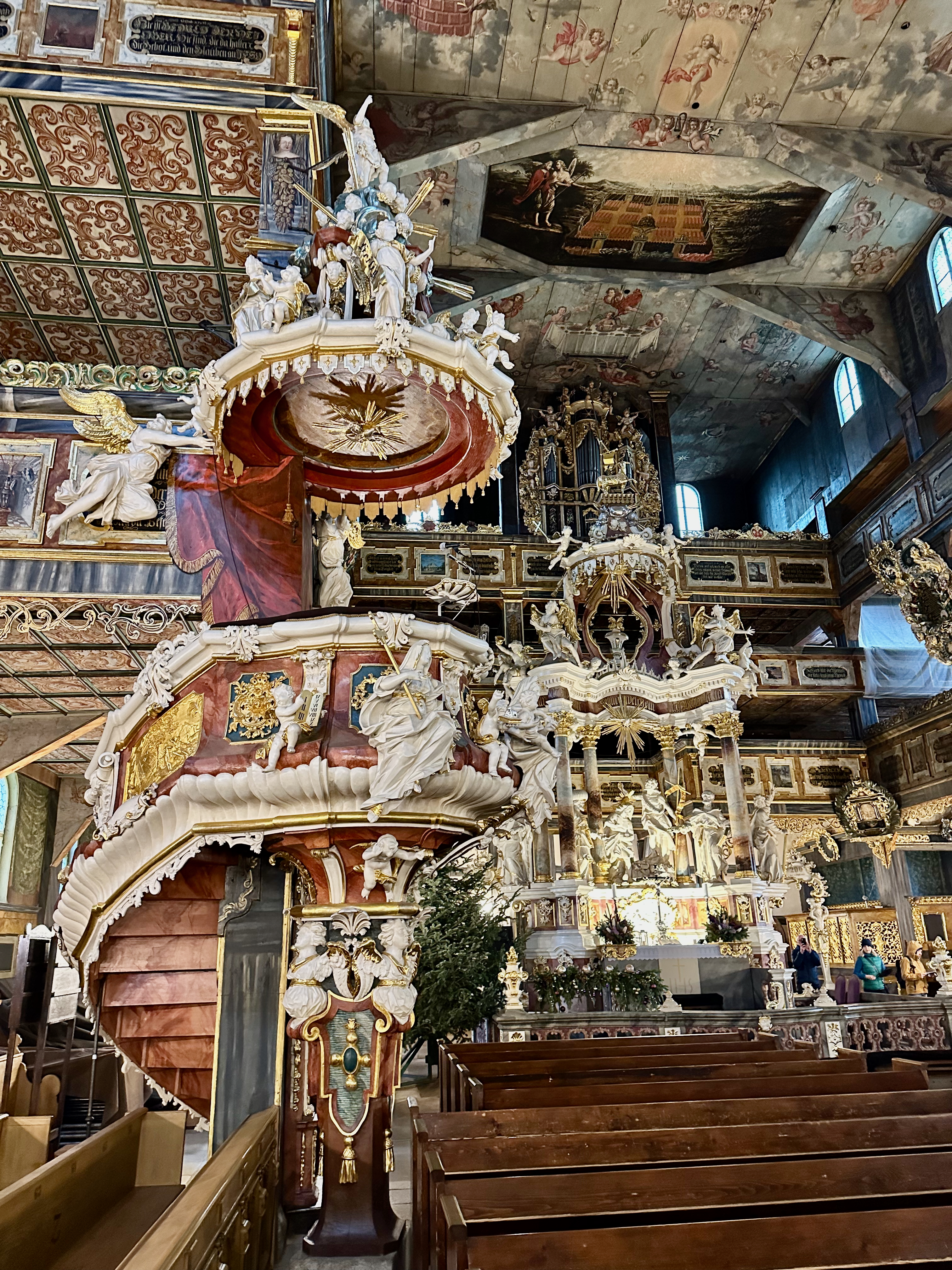
Púlpit i altar major

El púlpit barroc, obra de Gotfried August Hoffmann, data de 1729. L'escala està decorada amb escenes bíbliques: "Pentecosta", "Gòlgota" i "Paradís". La balustrada té esculpides al·legories de Fe, Esperança i Amor. A sobre de la porta del púlpit hi ha una escultura de Jesús el Bon Pastor.

### Altar major
L'altar major, també obra de Hoffmann, va ser encarregat per al centenari de l'església el 1752 i es va acabar l'any següent. Sobre l'altar mensa hi ha un petit relleu que representa l'Últim Sopar. El centre compta amb el "Baptisme de Crist" i les figures de Moisès, el gran sacerdot Aaron i els apòstols Pere i Pau. A sobre, un fris amb la inscripció descansa sobre sis columnes corínties: "Dies ist mein geliebter Sohn, an dem ich Wohlgefallen habe" ("Aquest és el meu fill estimat, en qui estic complagut" - Mateu 3:17). Al centre, a l'altura del fris, hi ha una al·legoria de l'⁣Esperit Sant en forma de colom. A dalt, sota el dosser, un triangle daurat, envoltat de raigs, amb el tetragrama del nom de Déu escrit en escriptura hebrea -una al·legoria de Déu Pare. A la part superior de l'altar, un anyell amb una bandera s'aixeca sobre un llibre amb set segells.

### Orgues

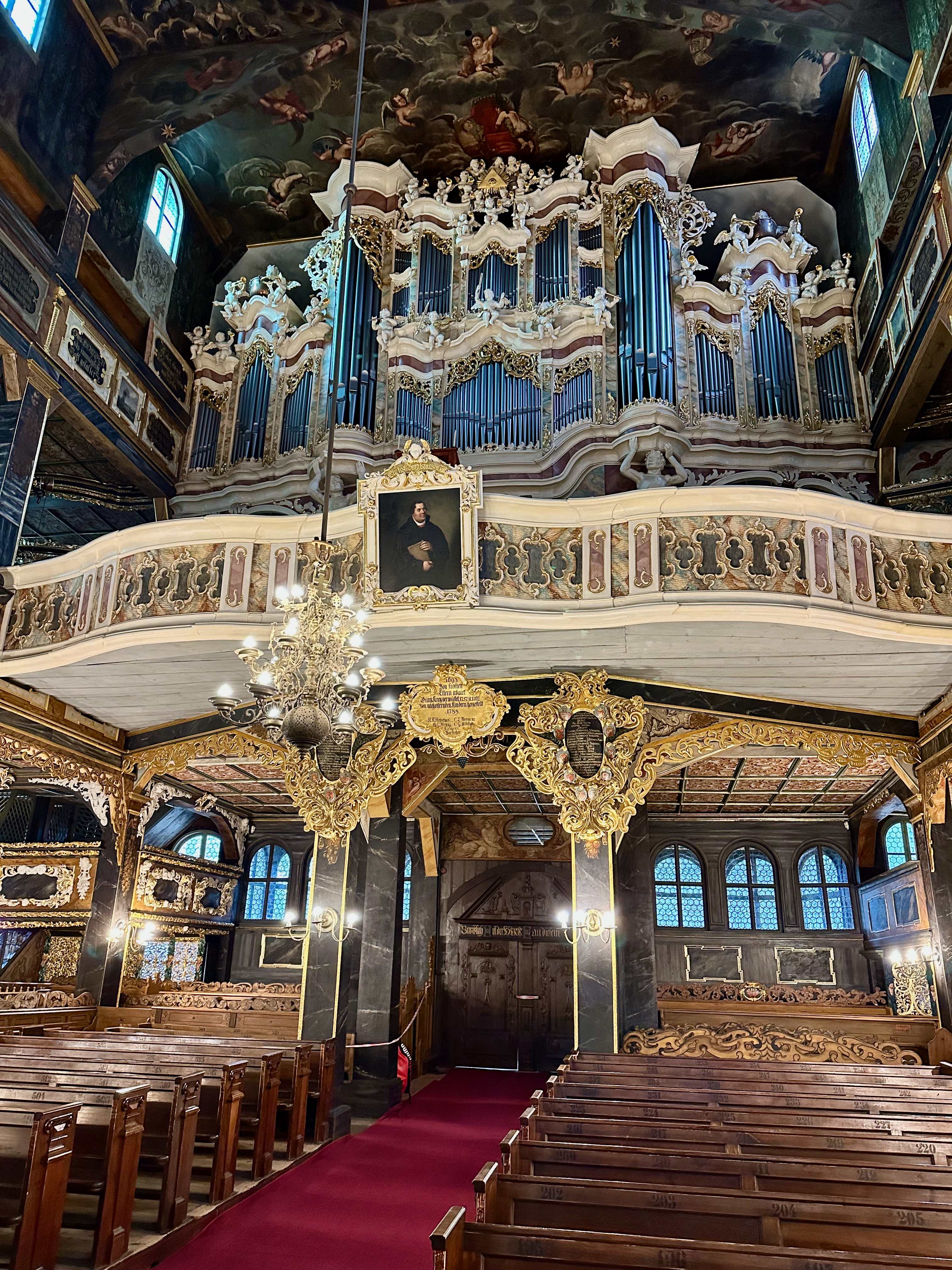
Orgue

També ha sobreviscut un orgue antic amb 62 tubs i un prospecte barroc dels anys 1666–1669, construït per Gottfried Klose de Brzeg i reconstruït diverses vegades. Els orgues més petits, fundats el 1695 per Sigismund Ebersbach, es troben a la galeria més alta sobre l'altar.
L'actual orgue, data de 1909 i va ser fabricat per una empresa de Świdnica Schlag & Söhne, que va introduir l'energia elèctrica.

### Llotja dels Hochberg

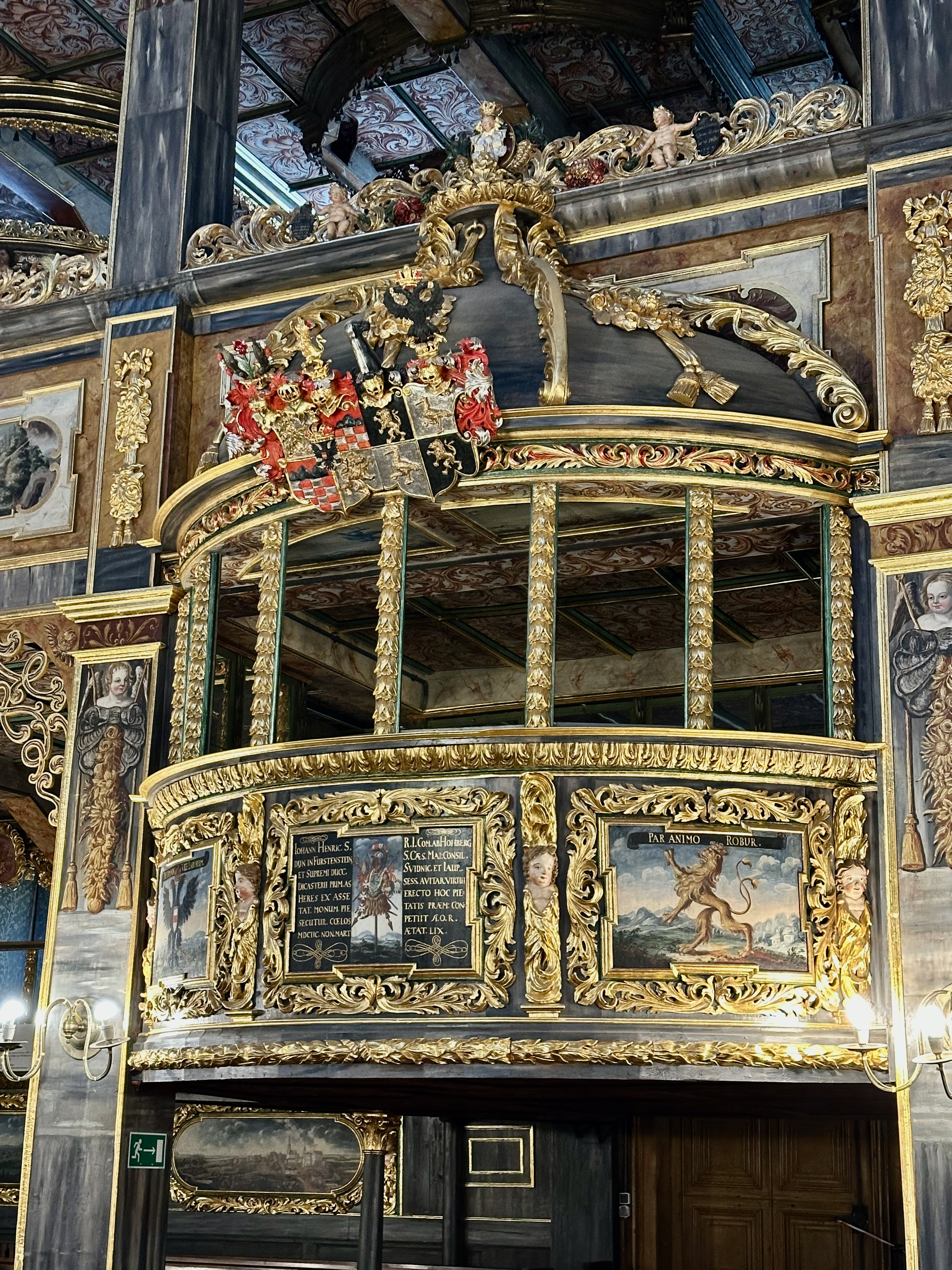
Llotja dels Hochberg

Les famílies més privilegiades tenien les seves pròpies llotges a l'església. Davant del púlpit, a sobre de l'entrada principal de l'església, hi ha una bonica llotja ricament decorada de la família Hochberg, benefactors de l'església, construïda l'any 1698. La llotja es va construir com a mostra d'agraïment a la família del comte Johann Heinrich von Hochberg, que va proporcionar els roures per a la construcció de l’església.

### Galeries
Tota la longitud de les galeries està coberta amb 78 blocs de versos bíblics i 47 escenes al·legòriques. Les pintures a les taules il·lustren el significat de les cites bíbliques. Les balustrades de les galeries estan ricament decorades amb escultures i pintures.

### Pintures
Els sostres de l'església estan decorats amb pintures de 1694 a 1696 de dos pintors de Świdnica : Chrystian Sussenbach i Chrystian Kolitschka. Il·lustren escenes de l'Apocalipsi de Sant Joan:
- "La Jerusalem celestial",
- Déu Pare, amb una àguila voltejant sobre el seu cap, envoltada de set flames, un llibre tancat amb set segells a la falda, amb un anyell recolzat; 24 vells s'agenollen al seu voltant; es pot veure a John resant a continuació,
- "La caiguda de la ciutat pecadora de Babilònia".
- "El judici final".

La Santíssima Trinitat està pintada a la intersecció de les naus.
Els sostres al voltant de les pintures i els sostres de les galeries i pilars estan pintats amb motius florals.